# Korovin TK
A Korovin TK (Пистолет Коровина, Тульский Коровин (ТК), Índice GAU 56-A-112) é considerada a primeira pistola semiautomática soviética.

## História
Sergey Korovin projetou a primeira pistola militar calibre 7,65 mm por volta de 1922, enquanto trabalhava na famosa fábrica de armas TOZ de Tula. No entanto, este modelo revelou-se demasiado complexo e difícil. Mas em 1925, a sociedade desportiva Dinamo fez uma encomenda de uma pistola de bolso de 6,35 mm para necessidades desportivas e cívicas. Em 1926, Korovin concluiu o desenvolvimento de um modelo e, no final daquele ano, a TOZ iniciou seu lançamento.
No ano seguinte a arma foi aprovada para uso, tendo recebido o título oficial de «Pistola TK Modelo 1926». A arma não se destinava ao exército e era considerada uma "arma civil". Foi usada por agentes do NKVD, milítsia, oficiais superiores do Exército Vermelho e altos funcionários do governo ou do partido. As TK eram frequentemente usadas como presentes ou prêmios.
Algumas pistolas TK permaneceram nos escritórios do Sistema Estatal de Bancos de Poupança do Trabalho da URSS, mesmo após o fim da Grande Guerra Patriótica.

## Construção
A pistola é do tipo blowback simples. Uma trava de segurança é localizada no lado esquerdo da estrutura, acima do gatilho; o retém do carregador é localizado na parte inferior do punho.
Os painéis do punho vinham em dois tipos: plástico com o logotipo da TOZ ou de madeira. Os punhos de madeira vinham em duas versões: xadrez ou com ranhuras verticais maiores. Até o início da década de 1930, os punhos eram fixados com parafusos e, mais tarde, com travas de mola.

## Munição
A Korovin foi desenvolvida para o cartucho .25 ACP de projeto de J. M. Browning. A designação oficial do cartucho na Rússia Soviética era: cartucho de pistola de 6,35 mm 57-N-112 (Browning) - 6,35-мм пистолетный патрон 57-Н-112 (Браунинга), sendo 57-Н-112 o índice ГАУ/GAU para o produto. Algumas fontes russas mencionam o uso de um cartucho mais potente na arma, o que foi copiado por engano. De acordo com os documentos da GAU, o padrão era apenas os cartuchos Browning 6,35 mm produzidos na URSS, desde 1934, quando a produção da pistola TK já estava encerrada.